# Società per un'Altra Politica
Società per un'Altra Politica (in lettone: Sabiedrība Citai Politikai - SCP) è stato un partito politico di ispirazione conservatrice attivo in Lettonia dal 2008 al 2011.
Insieme ad altri soggetti politici ha costituito un nuovo soggetto politico denominato Unità.